# Cratere Tavua
Tavua  è un cratere sulla superficie di Marte.